# Caryosyntrips serratus
Il cariosintripe (Caryosyntrips serratus) è un animale estinto, appartenente ai dinocaridi. Visse nel Cambriano medio (circa 505 milioni di anni fa) e i suoi resti fossili sono stati ritrovati in Canada, nel famoso giacimento di Burgess Shale.

## Descrizione
Questo animale è noto grazie ad alcuni esemplari, noti solo attraverso appendici isolate. Queste appendici sono diritte e rastremate lungo i bordi, con una lunghezza che varia da 58 a 114 millimetri. La segmentazione dell'appendice è scarsa, ma possono essere distinti almeno 12 podomeri (segmenti). L'appendice è dritta e rigida, senza possibilità di movimento ai confini dei podomeri. Ogni podomero ha una spina breve e spessa sulla superficie interna, e diverse spine piccole sulla superficie esterna, con un aspetto seghettato. L'estremità distale dell'appendice è assottigliata in punta, e una singola spina terminale è leggermente curva. La maggior parte delle appendici sono isolate, ma un unico esemplare mostra appendici accoppiate, disposte in stretta vicinanza con i margini delle loro spine spesse in opposizione. Le due appendici appaiate ricordano uno schiaccianoci. Questo particolare esemplare è associato con possibili resti del corpo dell'animale, in forma di alcuni elementi cuticolari. Tuttavia, questi elementi sono scarsamente conservati e potrebbero non essere dello stesso animale.

## Classificazione
Caryosyntrips serratus venne descritto per la prima volta nel 2010 da Daley e Budd, anche se i fossili vennero citati già nel 2005 come "Dinocarida A" (Caron, 2005). Caryosyntrips è considerato un rappresentante degli anomalocarididi, un misterioso gruppo comprendente alcuni fra i più grandi predatori del periodo Cambriano, a volte considerati artropodi o vicini all'origine di quest'ultimo gruppo.

## Etimologia
Il nome generico Caryosyntrips deriva dalla parola greca karyon ("noce") e da syntrips, un demone mitico che fracassava la ceramica; pertanto, un fracassatore di noci, riferendosi alla morfologia da schiaccianoci delle appendici accoppiate. L'epiteto specifico, serratus, deriva dal latino e significa "seghettato".

## Paleoecologia
Si presume che Caryosyntrips abbia avuto uno stile di vita come gli altri anomalocarididi: probabilmente nuotava attraverso la colonna d'acqua alla ricerca attiva della preda. La sua natura predatoria è stata dedotta dalla morfologia delle appendici, notevolmente spinose. Le rigide appendici spesse potrebbero aver agito nei loro punti d'inserzione, come robuste strutture che insieme andavano ad afferrare e/o a tagliare le prede.